# Robin Huc
Pour les articles homonymes, voir Huc.
Robin Huc est un footballeur français, né le 20 mars 1965 à Ganges dans le département de l'Hérault. Il évolue au poste de gardien de but du milieu des années 1980 à la fin des années 1990.
Formé au Montpellier PSC, il joue ensuite au Toulouse FC, à l'AS Saint-Étienne et termine sa carrière à l'OGC Nice.

## Biographie
Robin Huc commence le football en minimes au Montpellier PSC puis intègre le centre de formation montpelliérain en 1981. Il intègre l'équipe professionnelle en 1984-1985 comme doublure de Dominique Deplagne. En fin de saison, aux côtés de Laurent Blanc, Franck Passi, Abdelkader Ferhaoui, Pascal Baills et Jean-Michel Guédé, il dispute la finale de la coupe Gambardella. Les Pailladins s’inclinent quatre penalties à deux face au Stade lavallois dans un match nul sans buts. Il est ensuite sélectionné en équipe de France espoirs, par Marc Bourrier, pour disputer le Tournoi de Toulon comme doublure de Jean-Claude Nadon. Les Français remportent le tournoi en battant en finale l'Angleterre sur le score de trois buts à un.
Jacques Santini, l'entraîneur toulousain, le fait venir au Toulouse FC, en 1985, pour devenir la doublure de Philippe Bergeroo. Il dispute de nouveau en fin de saison le tournoi de Toulon. Les « Bleuets » s'inclinent en finale face aux Bulgares. Robin Huc devient titulaire dans les buts toulousains en 1988 et pour son coéquipier Pascal Despeyroux, « International Espoirs, tout le monde le voyait en équipe de France ». Il se blesse le 21 septembre 1991 contre l'AS Nancy-Lorraine et comme son remplaçant Olivier Pédémas est également blessé, le club titularise alors le jeune troisième gardien, Fabien Barthez. Celui-ci réalise dans les buts toulousains de très bonnes performances et Robin Huc, rétabli, devient gardien remplaçant.
Il quitte le club toulousain en fin de saison 1992 et rejoint l'AS Saint-Étienne où il retrouve comme entraîneur Jacques Santini. Doublure de Joseph-Antoine Bell les deux premières saisons, il devient titulaire en 1994 mais se blesse de nouveau et perd sa place de titulaire à la suite des performances de Grégory Coupet au poste de gardien.
En fin de contrat avec les Stéphanois, il ne retrouve une équipe qu'en 1996 comme remplaçant de Bruno Valencony à l'OGC Nice. Le club niçois est relégué en fin de saison mais remporte cependant la Coupe de France et, en début de saison suivante, Robin Huc dispute le Trophée des champions face à l'AS Monaco. Les Monégasques s'imposent cinq buts à deux lors de ce match.
Il met fin à sa carrière en fin de saison 1998 et devient alors entraîneur adjoint des gardiens niçois jusqu'en 2000. Il rentre alors sur Montpellier et se lance dans l’hôtellerie de luxe, activité qu'il exerce actuellement.

## Palmarès
Robin Huc dispute 160 rencontres de Division 1. Il est finaliste du Trophée des champions en 1997 avec l'OGC Nice et finaliste de la Coupe Gambardella en 1984 avec Montpellier PSC.
Il compte deux sélections avec l'équipe de France espoirs, il remporte le tournoi de Toulon en 1985 et, est finaliste de cette compétition amicale en 1986. Il est également international militaire.

## Statistiques
Le tableau ci-dessous résume les statistiques en match officiel de Robin Huc durant sa carrière de joueur professionnel.
| Saison      | Club             | Pays   | Championnat | Championnat | Championnat | Coupes nationales | Coupes nationales | Coupe d'Europe | Coupe d'Europe | Coupe d'Europe |
| Saison      | Club             | Pays   | Division    | Matchs      | Buts        | Matchs            | Buts              | Type           | Matchs         | Buts           |
| ----------- | ---------------- | ------ | ----------- | ----------- | ----------- | ----------------- | ----------------- | -------------- | -------------- | -------------- |
| 1984 - 1985 | Montpellier PSC  | France | Division 2  | 2           | 0           | -                 | -                 | -              | -              | -              |
| 1985 - 1986 | Toulouse FC      | France | Division 1  | -           | -           | -                 | -                 | -              | -              | -              |
| 1986 - 1987 | Toulouse FC      | France | Division 1  | 6           | 0           | -                 | -                 | -              | -              | -              |
| 1987 - 1988 | Toulouse FC      | France | Division 1  | 9           | 0           | 4                 | 0                 | -              | -              | -              |
| 1988 - 1989 | Toulouse FC      | France | Division 1  | 37          | 0           | 2                 | 0                 | -              | -              | -              |
| 1989 - 1990 | Toulouse FC      | France | Division 1  | 38          | 0           | 1                 | 0                 | -              | -              | -              |
| 1990 - 1991 | Toulouse FC      | France | Division 1  | 32          | 0           | 3                 | 0                 | -              | -              | -              |
| 1991 - 1992 | Toulouse FC      | France | Division 1  | 12          | 0           | -                 | -                 | -              | -              | -              |
| 1992 - 1993 | AS Saint-Étienne | France | Division 1  | -           | -           | -                 | -                 | -              | -              | -              |
| 1993 - 1994 | AS Saint-Étienne | France | Division 1  | 8           | 0           | -                 | -                 | -              | -              | -              |
| 1994 - 1995 | AS Saint-Étienne | France | Division 1  | 12          | 0           | -                 | -                 | -              | -              | -              |
| 1996 - 1997 | OGC Nice         | France | Division 1  | 6           | 0           | -                 | -                 | -              | -              | -              |
| 1997 - 1998 | OGC Nice         | France | Division 2  | 12          | 0           | 2                 | 0                 | C2             | 2              | 0              |
| Total       | Total            | Total  | Total       | 174         | 0           | 12                | 0                 | -              | 2              | 0              |